# Hadrien Soulez Larivière
Hadrien Soulez Larivière est réalisateur et scénariste français. Il travaille pour le cinéma et la télévision.

## Carrière professionnelle
Sorti en 1997 de l'École supérieure de réalisation audiovisuelle (ESRA), il travaille pendant plusieurs années sur des tournages de films et de publicités. Il réalise des courts métrages parmi lesquels Vroum (Grand Prix au festival Motostra, Prix du public au festival de Sens, Prix de l'humour au festival de Mesnil-le-Roi).
Depuis 2001, Hadrien Soulez Larivière travaille comme scénariste. Il a coécrit avec Gilles Adrien le long-métrage d’animation La Reine Soleil, sorti en 2007, le court métrage La Collection de Judicaël de Corinne Garfin (Grand Prix du court-métrage au festival de Gérardmer) et travaille pour la télévision sur des séries de fiction (Déjà vu, Vice versa, Une fille d'enfer) ou d’animation (Titeuf, L'Apprenti Père Noël). Il a également participé à l'écriture de la série Nos années pension pour France 2. Il a participé à l'écriture des dernières saisons de la série Les Mystérieuses Cités d'or (Les Mystérieuses Cités d'or) pour TF1. Il a également été scénariste sur la série Code Lyoko Évolution coproduit par France Télévisions en 2013[réf. souhaitée].